# Feștelița
Feștelița es una comuna de Moldavia situada en el distrito (raión) de Ștefan Vodă. Según el censo de 2014, tiene una población de 2946 habitantes.